# 泉灣 (伊利諾伊州)
泉灣（英語：Spring Bay）是位於美國伊利諾伊州伍德福德縣的一個行政鎮區。

## 地方資料
根據2010年美國人口普查的數據，泉灣的面積為2.35平方千米，當中陸地面積為1.93平方千米，而水域面積為0.42平方千米。當地共有人口452人，而人口密度為每平方千米192.34人。